# Драугр
Дра́угр (давньоскан. Draugr, МФА: [ˈdrɑuɣr̩]; ісл. draugur, МФА: [ˈtrøyːɣʏr];, норв. draugen, фар. dreygur) — в скандинавській міфології мрець, що ожив, подібний до вампірів.

## В фольклорі

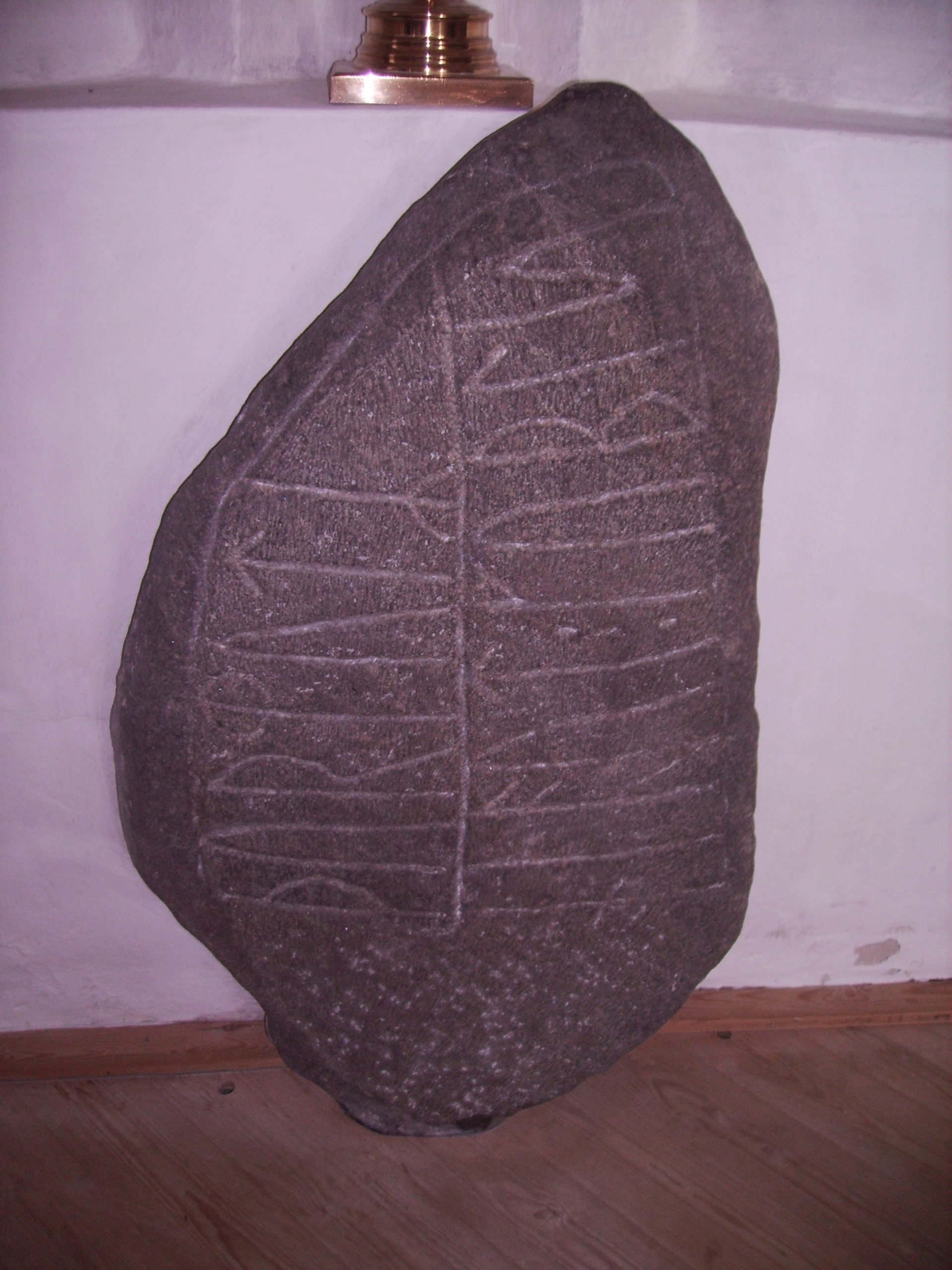
Рунічний камінь, за припущеннями встановлений на могилі драугра з написаним на ньому замовлянням.

Тіло драугра може розбухати до великих розмірів, ставати значно тяжчим, іноді не розкладаючись протягом багатьох років. Це й невгамовний апетит, який доходить до людожерства, зближує драугрів з фольклорним образом вампірів.. Іноді зберігається й душа. Зовнішній вигляд драугрів залежить від виду їх смерті: з потопельника постійно стікає вода, а на тілі загиблого бійця наявні рани, що кровоточать. Шкіра може варіюватися за кольором від мертво-білої до трупно-синьої. Торольв у «Сазі про Людей з Піщаного Берега» «все ще не розклався й мав вигляд направду пекельний; він був чорний, як Гель, й величезний, як бик».
Часто-густо про драугрів говорять як про охоронців скарбів могильних курганів. В той самий час існуть легенди про драугрів, які полишають вночі свої гробівці, аби скакати та стрибати дахами будинків, жахаючи людей. Страх перед живими мерцями був у середньовічній Скандинавії та Ісландії доволі великим, про що свідчать численні охоронні замовляння, написані рунами на амулетах того часу. Також можна віднайти написи на могильних плитах, які мали утримувати мерця в його могилі. Крім того, про страх перед драуграми свідчить популярність цієї теми в ісландських сагах та оповідях. В «Оповіді про Торстейна Мерзла Шкіра» язичницька віра у драугрів суміщається з християнськими уявленнями про чорта.
Драуграм приписували надприродну силу та магічні вміння: передбачати майбутнє, погоду. Той, хто знає особливе замовляння, може підкорити їх собі. Також в сагах згадується, що вони здатні перетворюватися на різноманітних тварин, але при цьому в них залишаються людські очі та розум, який в них був у «людській» подобі. Іноді вони можуть проходити крізь землю.
Драугри можуть нападати на тварин та подорожніх, які залишилися на ніч в конюшні, але також можуть й прямо атакувати житло. В зв'язку з цим повір'ям в Ісландії виник звичай стукати тричі в нічний час (вважали, що привиди обмежуються одним).

## В мистецтві та поп-культурі
- Йонас Ліє в своїй містичній новелі «Еліас та драугр» (1902 р.) виводить цю істоту в ролі жахливого морського чудовиська, яке жорстоко повелося з бідним моряком, який вийшов у море.
- «Draugen» — одна з найвідоміших картин норвезького художника Теодора Кіттельсена.
- Драугри фігурують в комп'ютерних відеоіграх Rune (2000), TES III: Bloodmoon (2003), The Bard's Tale (2004), The Battle for Wesnoth (2005), The Witcher 2: Assassins of Kings (2011), TES V: Skyrim (2011), TES Online (2014), God of War (2018) та Valheim (2021).
- З'являються в новелі Олексія Пєхова «Пожирач душ».
- Драуг — герой оповідань дитячої письменниці Анне-Катріне Вестлі.
- В серії книг «Морганвільські вампіри» драугри згадуються як істоти, яких бояться вампіри. Драугри складаються з води й підкоряються майстрові.
- У комп'ютерній грі Senua's Saga: Hellblade II драуграми називають канібалів-варварів, що винищують поселення.